# Фуртвенглер, Вильгельм
Гу́став Ге́нрих Эрнст Мартин Вильге́льм Фу́ртве́нглер (нем. Gustav Heinrich Ernst Martin Wilhelm Furtwängler; 25 января 1886[…], Шёнеберг — 30 ноября 1954[…], Баден-Баден, Баден-Вюртемберг) — немецкий дирижёр и композитор. Один из крупнейших дирижёров первой половины XX века.

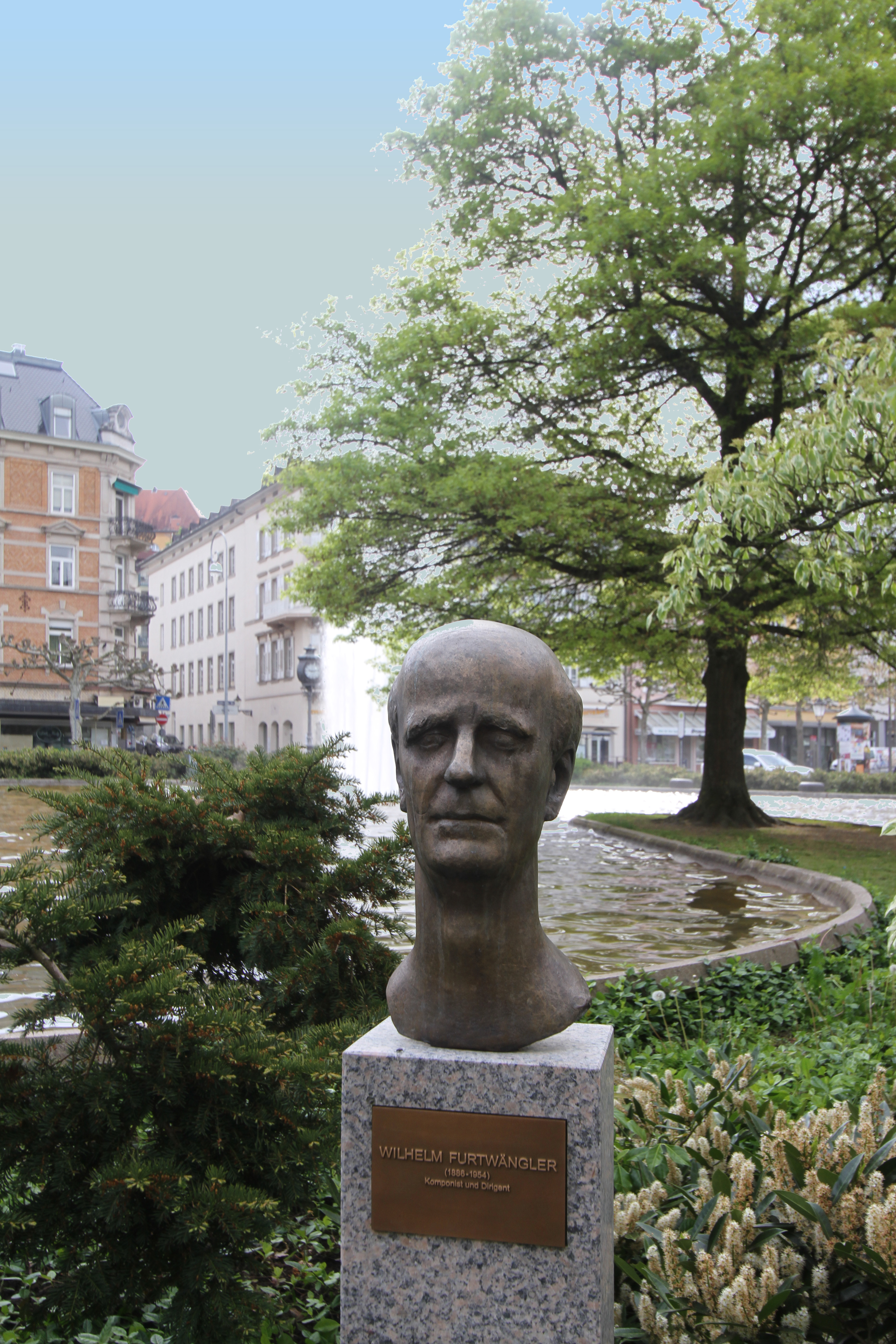
Бюст Вильгельма Фуртвенглера в Баден-Бадене

## Биография
Вильгельм Фуртвенглер родился в Берлине в известной семье. Его отец Адольф был археологом, мать — художницей, а брат Филипп — математиком. Большую часть детства Фуртвенглер провел в Мюнхене, где его отец преподавал в Университете Людвига-Максимилиана. В раннем возрасте начал обучаться музыке (среди его наставников был, в частности, Макс фон Шиллингс), тогда же проявилась его приверженность Бетховену, с творчеством которого имя Фуртвенглера связывалось на протяжении всей его жизни.
В двадцатилетнем возрасте Вильгельм Фуртвенглер дебютировал как дирижёр: в программе концерта, в котором он дирижировал Кайм-оркестром (ныне Мюнхенский филармонический оркестр), была Девятая симфония Антона Брукнера, а также сочинение самого Фуртвенглера — Largo h-moll (в переработанном виде включённое позже в его Симфонию № 1). Путь Фуртвенглера как музыканта-исполнителя начался с должности хормейстера в Цюрихе. К этому моменту им уже было написано несколько музыкальных произведений, однако они получили прохладный приём, и это обстоятельство, а также сознание финансовой нестабильности карьеры композитора побудило его сконцентрироваться на дирижировании. С 1909 года он работал в Страсбурге, Любеке, Мангейме, Мюнхене, Франкфурте-на-Майне и Вене. В 1920 году получил пост дирижёра в Берлинской капелле, сменив на этом посту Рихарда Штрауса, в 1922 — в Гевандхаузе в Лейпциге (где он сменил Артура Никиша) и одновременно в знаменитом Берлинском филармоническом оркестре. В дальнейшем стал музыкальным руководителем Венского филармонического оркестра, Зальцбургского фестиваля и Байройтского фестиваля, считавшегося самым высоким постом, который в то время мог занимать дирижёр в Германии.
В 1944 году, ближе к концу Второй мировой войны Фуртвенглер уехал в Швейцарию. Там он завершил работу над самым известным и широко исполняемым своим сочинением — Симфонией № 2 ми минор (в числе её исполнителей — такие дирижёры, как Ойген Йохум, Даниэль Баренбойм и Такаси Асахина). В 1945 году вернулся в Берлин, где выступил с концертом, в котором солировал Иегуди Менухин. Возможно, такая публичная поддержка со стороны американского скрипача помогла Фуртвенглеру избежать какой-либо ответственности в связи с процессом денацификации.
После войны он активно занимался дирижированием, осуществил множество записей. Умер в 1954 году в Эберштайнбурге близ Баден-Бадена, похоронен в Гейдельберге на Нагорном кладбище.
Наибольшую известность Фуртвенглеру принесли интерпретации произведений Бетховена, Брамса, Брукнера и Вагнера. В то же время он пропагандировал современную музыку; в числе современных сочинений в его репертуаре — Концерт для оркестра Белы Бартока.

## Взаимоотношения с нацистской партией
Связь Фуртвенглера с Адольфом Гитлером и Нацистской партией и его отношение к ним широко обсуждались. Когда нацисты пришли к власти в 1933 году, Фуртвенглер был настроен по отношению к ним крайне критически. В 1934 ему было запрещено дирижировать премьерой оперы Пауля Хиндемита Художник Матис, и Фуртвенглер в знак протеста ушёл в отставку со своего поста в Берлинской опере и с поста вице-президента Имперской музыкальной палаты. В 1936 году, когда разочарование Фуртвенглера в существующем режиме продолжало нарастать, ему был предложен пост главного дирижёра Нью-Йоркского филармонического оркестра, где он заменил бы Артуро Тосканини. Существовала большая вероятность того, что Фуртвенглер примет это приглашение, но берлинское отделение Ассошиэйтед Пресс сообщило (вероятно, по заказу Германа Геринга), будто он хотел бы вернуться вновь на свой пост в Берлинской опере. Это вызвало перемену в отношении к нему в Нью-Йорке; приглашающая сторона решила, что теперь Фуртвенглер полностью поддерживает нацистскую партию. Хотя сейчас считается, что это не так (например, Фуртвенглер всегда отказывался салютовать нацистам), такая точка зрения преобладала до его смерти.
Нацисты хорошо относились к Фуртвенглеру; он был важной фигурой в области культуры. Его концерты часто транслировались немецким войскам для поднятия духа, хотя он был ограничен в репертуаре, исполняя лишь то, что дозволялось властями. Его отношение к евреям по-прежнему вызывает полемику. С одной стороны, он часто восхищался еврейскими артистами, такими как Артур Шнабель, но с другой стороны он поддерживал бойкоты еврейских товаров и критиковал доминирование евреев в газетном деле. На процессе по денацификации Фуртвенглер был обвинён в том, что поддержал нацизм, оставшись в Германии, выполнял обязанности нацистского функционера, в антисемитских выпадах против Виктора де Сабата. Однако все эти обвинения были полностью сняты. Арнольд Шёнберг считал, что дирижёр никогда не был нацистом, относя его взгляды, как и Рихарда Штрауса, к националистическим: «Это скорее студенческий национализм, весьма отличающийся от бисмарковского и более позднего, когда Германия уже не оборонялась, а стремилась к завоеваниям. Я уверен также, что он не был антисемитом, а если и был, то по крайней мере не больше, чем любой другой нееврей. И он определённо лучший музыкант, чем все эти тосканини, орманди, кусевицкие и проч. Он — настоящий талант, и он любит музыку».
В своем заключительном слове на процессе по денацификации Фуртвенглер заявил:
«Я знал, что Германию охватил ужасный кризис, но в то же время я был ответственен за германскую музыку, и моим заданием было пройти через этот кризис без потерь. Опасения, что плоды моих трудов будут использованы для пропаганды, были ничем по сравнению с моим желанием сохранить германскую музыку, музыку исполнявшуюся для германского народа его же музыкантами. Люди эти, соотечественники Баха и Бетховена, Моцарта и Шуберта, вынуждены были жить под властью режима, без остатка охваченного идеей тотальной войны. Тот, кто не жил здесь в те дни, не может судить о том, как это было».

«Неужто Томас Манн [один из критиков позиции Фуртвенглера] действительно верит, что в гиммлеровской Германии всем было надо запретить исполнять Бетховена? А может, он просто не представляет себе, что никто ещё не нуждался больше, никто ещё не желал сильнее услышать Бетховена и его глас свободы и любви, чем эти немцы, вынужденные жить в гиммлеровском царстве страха? Я не жалею, что остался и поддержал этих людей»
Пьеса британского драматурга Рональда Харвуда «Мнения сторон» (Taking Sides) (1995), действие которой происходит в 1946 году в американской зоне оккупации в Берлине, посвящена обвинениям американцев против Фуртвенглера в служении нацистскому режиму. В 2001 году эта пьеса была экранизирована Иштваном Сабо с участием Харви Кейтеля, роль Фуртвенглера сыграл Стеллан Скарсгард.

## Стиль дирижирования
Фуртвенглер обладал уникальной дирижёрской техникой. На видеозаписях Фуртвенглера заметно, что он совершает странные, подчас неуклюжие движения, как будто находящийся в трансе медиум. Его жесты могут казаться не слишком связанными с музыкальным ритмом, а его физические движения одним из музыкантов оркестра характеризовались «как будто куклу дергают за верёвочки». Вопреки этому необычному стилю, а может быть — благодаря ему музыканты под его управлением оказывались под гипнозом. Его лучшие исполнения характеризуются глубоким и полным звуком, парением мелодической линии и взрывами эмоциональных кульминаций, основанными на убедительной и логичной трактовке произведения. Многие комментаторы и критики причисляют его к величайшим дирижёрам в истории.
Ученик Фуртвенглера Серджиу Челибидаке вспоминал, что в лучшем случае он мог сказать «Ну, нужно просто слушать» (музыку). Карл Бриницер (Carl Brinitzer) из немецкого отделения Би-би-си пытался взять у него интервью и пришёл к выводу, что перед ним находится слабоумный (англ. and thought he had an imbecile before him). Запись, сделанная на репетиции со Стокгольмским оркестром, документально фиксирует, как Фуртвенглер едва членораздельно бормочет и напевает под нос. Тем не менее Фуртвенглер остаётся одной из самых уважаемых музыкантами фигур. Даже Артуро Тосканини, который обычно считается полной противоположностью Фуртвенглеру (и который остро критиковал политическую позицию Фуртвенглера), однажды заявил в ответ на вопрос, кто, по его мнению, является величайшим дирижёром мира, кроме него самого: «Фуртвенглер!». Валерий Гергиев также назвал Фуртвенглера лучшим дирижёром из когда-либо существовавших. Григорий Пятигорский в своих мемуарах называет Фуртвенглера «поэтом среди дирижёров».

## Влияние
Одним из фуртвенглеровских последователей был пианист Карлроберт Крайтен (Karlrobert Kreiten). Кроме того, Фуртвенглер оказал существенное влияние на пианиста и дирижёра Даниэля Баренбойма (Daniel Barenboim), о котором Элизабет Фуртвенглер, вдова композитора, сказала: «Он фуртвенглерует» («Er furtwänglert»). В 2001 году Баренбойм записал 2-ю симфонию Фуртвенглера с Чикагским симфоническим оркестром (ещё ранее, в 1978 году, Баренбойм записал Симфонический концерт Фуртвенглера с Лос-Анджелесским филармоническим оркестром в качестве солиста, дирижировал Зубин Мета).
Исполнение Фуртвенглером произведений Бетховена, Брукнера и Вагнера и по сей день остаётся эталонным.
Введён в Зал славы журнала Gramophone.

## Семья
У Фуртвенглера была младшая сестра Мерит (1892—1971), ставшая женой Макса Шелера, и младший брат Вальтер (1887—1967), в молодости известный альпинист, совершивший восхождение на Килиманджаро (его имя носит ледник Фуртвенглера).
В 1923 г. Фуртвенглер женился на датчанке Зитле Лунд; на тот момент у него уже было четверо внебрачных детей, среди которых Дагмар Белла, одарённая пианистка, в 1940-е гг. выступавшая вместе с отцом. Брак был бездетным. Пара официально разошлась в 1931 г., но развод состоялся лишь в 1943 г.
В том же году Фуртвенглер женился на Элизабет Аккерман, урождённой Альберт (1910—2013), дочери владельца химического производства Эрнста Альберта и его жены Катарины ван Эндерт, демократического германского политика 1920-х гг. Их единственный сын Андреас Фуртвенглер (р. 1944) стал археологом.
Падчерица Фуртвенглера, актриса Катрин Аккерман, вышла замуж за его племянника Бернхарда, сына Вальтера. Их дочь, Мария Фуртвенглер, также стала актрисой.

## Сочинения (выборка)

### Для оркестра
- Симфония No. 1 h-moll
- Симфония No. 2 e-moll
- Симфония No. 3 cis-moll
- Увертюра Es-dur
- Симфонический концерт для фортепиано и оркестра си минор

### Камерная музыка
- Фортепианный квинтет C-dur
- Скрипичная соната № 1 d-moll
- Скрипичная соната № 2 D-dur

### Для хора
- Te Deum для хора и оркестра

### Для фортепиано
- Сонаты
- Фуги
- Фантазии
- Вариации